# 徐家镇 (乳山市)
徐家镇，是中华人民共和国山東省威海市乳山市下辖的一个乡镇级行政单位。

## 行政区划
徐家镇下辖以下地区：
东王家庄村、东南塂村、东南寨村、老庄村、马场村、杨家屯村、洋村、许家屯村、吴家屯村、邢家屯村、东刘家庄村、四甲村、徐家村、小浩口村、大浩口村、东峒岭村、西峒岭村、黄疃村、辛家口村、车门口村、桑行村、圣石前村和光明顶村。